# Молодіжна збірна Непалу з футболу
Молодіжна збірна Непалу з футболу — національна молодіжна футбольна збірна Непалу, що складається у залежності від турніру із гравців віком до 18, 19 або до 20 років. Вважається основним джерелом кадрів для підсилення складу основної збірної Непалу. Керівництво командою здійснює Всенепальська футбольна асоціація.
Команда має право участі у Юнацькому кубку Азії до 19 років, у випадку успішного виступу на якому може кваліфікуватися на молодіжний чемпіонат світу до 20 років. Також може брати участь у товариських і регіональних змаганнях, зокрема на Юнацькому (U-18) кубку Південної Азії.

## Виступи на міжнародних турнірах

### Чемпіонат світу U-20
| Молодіжний чемпіонат світу | Молодіжний чемпіонат світу | Молодіжний чемпіонат світу | Молодіжний чемпіонат світу | Молодіжний чемпіонат світу | Молодіжний чемпіонат світу | Молодіжний чемпіонат світу | Молодіжний чемпіонат світу | Молодіжний чемпіонат світу | Молодіжний чемпіонат світу |                    | Відбір на Молодіжний чемпіонат світу | Відбір на Молодіжний чемпіонат світу | Відбір на Молодіжний чемпіонат світу | Відбір на Молодіжний чемпіонат світу | Відбір на Молодіжний чемпіонат світу | Відбір на Молодіжний чемпіонат світу | Відбір на Молодіжний чемпіонат світу | Відбір на Молодіжний чемпіонат світу | Відбір на Молодіжний чемпіонат світу |
| Рік                        | Результат                  | О                          | І                          | В                          | Н                          | П                          | Г+                         | Г-                         | РГ                         | Результат          | О                                    | І                                    | В                                    | Н                                    | П                                    | Г+                                   | Г-                                   | РГ                                   |                                      |
| -------------------------- | -------------------------- | -------------------------- | -------------------------- | -------------------------- | -------------------------- | -------------------------- | -------------------------- | -------------------------- | -------------------------- | ------------------ | ------------------------------------ | ------------------------------------ | ------------------------------------ | ------------------------------------ | ------------------------------------ | ------------------------------------ | ------------------------------------ | ------------------------------------ | ------------------------------------ |
| 1977                       | не кваліфікувалася         | не кваліфікувалася         | не кваліфікувалася         | не кваліфікувалася         | не кваліфікувалася         | не кваліфікувалася         | не кваліфікувалася         | не кваліфікувалася         | не кваліфікувалася         | не кваліфікувалася | не кваліфікувалася                   | не кваліфікувалася                   | не кваліфікувалася                   | не кваліфікувалася                   | не кваліфікувалася                   | не кваліфікувалася                   | не кваліфікувалася                   | не кваліфікувалася                   |                                      |
| 1979                       | не кваліфікувалася         | не кваліфікувалася         | не кваліфікувалася         | не кваліфікувалася         | не кваліфікувалася         | не кваліфікувалася         | не кваліфікувалася         | не кваліфікувалася         | не кваліфікувалася         | не кваліфікувалася | не кваліфікувалася                   | не кваліфікувалася                   | не кваліфікувалася                   | не кваліфікувалася                   | не кваліфікувалася                   | не кваліфікувалася                   | не кваліфікувалася                   | не кваліфікувалася                   |                                      |
| 1981                       | не кваліфікувалася         | не кваліфікувалася         | не кваліфікувалася         | не кваліфікувалася         | не кваліфікувалася         | не кваліфікувалася         | не кваліфікувалася         | не кваліфікувалася         | не кваліфікувалася         | не кваліфікувалася | не кваліфікувалася                   | не кваліфікувалася                   | не кваліфікувалася                   | не кваліфікувалася                   | не кваліфікувалася                   | не кваліфікувалася                   | не кваліфікувалася                   | не кваліфікувалася                   |                                      |
| 1983                       | не кваліфікувалася         | не кваліфікувалася         | не кваліфікувалася         | не кваліфікувалася         | не кваліфікувалася         | не кваліфікувалася         | не кваліфікувалася         | не кваліфікувалася         | не кваліфікувалася         | не кваліфікувалася | не кваліфікувалася                   | не кваліфікувалася                   | не кваліфікувалася                   | не кваліфікувалася                   | не кваліфікувалася                   | не кваліфікувалася                   | не кваліфікувалася                   | не кваліфікувалася                   |                                      |
| 1985                       | не кваліфікувалася         | не кваліфікувалася         | не кваліфікувалася         | не кваліфікувалася         | не кваліфікувалася         | не кваліфікувалася         | не кваліфікувалася         | не кваліфікувалася         | не кваліфікувалася         | не кваліфікувалася | не кваліфікувалася                   | не кваліфікувалася                   | не кваліфікувалася                   | не кваліфікувалася                   | не кваліфікувалася                   | не кваліфікувалася                   | не кваліфікувалася                   | не кваліфікувалася                   |                                      |
| 1987                       | не кваліфікувалася         | не кваліфікувалася         | не кваліфікувалася         | не кваліфікувалася         | не кваліфікувалася         | не кваліфікувалася         | не кваліфікувалася         | не кваліфікувалася         | не кваліфікувалася         | не кваліфікувалася | не кваліфікувалася                   | не кваліфікувалася                   | не кваліфікувалася                   | не кваліфікувалася                   | не кваліфікувалася                   | не кваліфікувалася                   | не кваліфікувалася                   | не кваліфікувалася                   |                                      |
| 1989                       | не кваліфікувалася         | не кваліфікувалася         | не кваліфікувалася         | не кваліфікувалася         | не кваліфікувалася         | не кваліфікувалася         | не кваліфікувалася         | не кваліфікувалася         | не кваліфікувалася         | не кваліфікувалася | не кваліфікувалася                   | не кваліфікувалася                   | не кваліфікувалася                   | не кваліфікувалася                   | не кваліфікувалася                   | не кваліфікувалася                   | не кваліфікувалася                   | не кваліфікувалася                   |                                      |
| 1991                       | не кваліфікувалася         | не кваліфікувалася         | не кваліфікувалася         | не кваліфікувалася         | не кваліфікувалася         | не кваліфікувалася         | не кваліфікувалася         | не кваліфікувалася         | не кваліфікувалася         | не кваліфікувалася | не кваліфікувалася                   | не кваліфікувалася                   | не кваліфікувалася                   | не кваліфікувалася                   | не кваліфікувалася                   | не кваліфікувалася                   | не кваліфікувалася                   | не кваліфікувалася                   |                                      |
| 1993                       | не кваліфікувалася         | не кваліфікувалася         | не кваліфікувалася         | не кваліфікувалася         | не кваліфікувалася         | не кваліфікувалася         | не кваліфікувалася         | не кваліфікувалася         | не кваліфікувалася         | не кваліфікувалася | не кваліфікувалася                   | не кваліфікувалася                   | не кваліфікувалася                   | не кваліфікувалася                   | не кваліфікувалася                   | не кваліфікувалася                   | не кваліфікувалася                   | не кваліфікувалася                   |                                      |
| 1995                       | не кваліфікувалася         | не кваліфікувалася         | не кваліфікувалася         | не кваліфікувалася         | не кваліфікувалася         | не кваліфікувалася         | не кваліфікувалася         | не кваліфікувалася         | не кваліфікувалася         | не кваліфікувалася | не кваліфікувалася                   | не кваліфікувалася                   | не кваліфікувалася                   | не кваліфікувалася                   | не кваліфікувалася                   | не кваліфікувалася                   | не кваліфікувалася                   | не кваліфікувалася                   |                                      |
| 1997                       | не кваліфікувалася         | не кваліфікувалася         | не кваліфікувалася         | не кваліфікувалася         | не кваліфікувалася         | не кваліфікувалася         | не кваліфікувалася         | не кваліфікувалася         | не кваліфікувалася         | не кваліфікувалася | не кваліфікувалася                   | не кваліфікувалася                   | не кваліфікувалася                   | не кваліфікувалася                   | не кваліфікувалася                   | не кваліфікувалася                   | не кваліфікувалася                   | не кваліфікувалася                   |                                      |
| 1999                       | не кваліфікувалася         | не кваліфікувалася         | не кваліфікувалася         | не кваліфікувалася         | не кваліфікувалася         | не кваліфікувалася         | не кваліфікувалася         | не кваліфікувалася         | не кваліфікувалася         | не кваліфікувалася | не кваліфікувалася                   | не кваліфікувалася                   | не кваліфікувалася                   | не кваліфікувалася                   | не кваліфікувалася                   | не кваліфікувалася                   | не кваліфікувалася                   | не кваліфікувалася                   |                                      |
| 2001                       | не кваліфікувалася         | не кваліфікувалася         | не кваліфікувалася         | не кваліфікувалася         | не кваліфікувалася         | не кваліфікувалася         | не кваліфікувалася         | не кваліфікувалася         | не кваліфікувалася         | не кваліфікувалася | не кваліфікувалася                   | не кваліфікувалася                   | не кваліфікувалася                   | не кваліфікувалася                   | не кваліфікувалася                   | не кваліфікувалася                   | не кваліфікувалася                   | не кваліфікувалася                   |                                      |
| 2003                       | не кваліфікувалася         | не кваліфікувалася         | не кваліфікувалася         | не кваліфікувалася         | не кваліфікувалася         | не кваліфікувалася         | не кваліфікувалася         | не кваліфікувалася         | не кваліфікувалася         | не кваліфікувалася | не кваліфікувалася                   | не кваліфікувалася                   | не кваліфікувалася                   | не кваліфікувалася                   | не кваліфікувалася                   | не кваліфікувалася                   | не кваліфікувалася                   | не кваліфікувалася                   |                                      |
| 2005                       | не кваліфікувалася         | не кваліфікувалася         | не кваліфікувалася         | не кваліфікувалася         | не кваліфікувалася         | не кваліфікувалася         | не кваліфікувалася         | не кваліфікувалася         | не кваліфікувалася         | перший раунд       | 3                                    | 3                                    | 1                                    | 0                                    | 2                                    | 1                                    | 6                                    | −5                                   |                                      |
| 2007                       | не кваліфікувалася         | не кваліфікувалася         | не кваліфікувалася         | не кваліфікувалася         | не кваліфікувалася         | не кваліфікувалася         | не кваліфікувалася         | не кваліфікувалася         | не кваліфікувалася         | не кваліфікувалася | не кваліфікувалася                   | не кваліфікувалася                   | не кваліфікувалася                   | не кваліфікувалася                   | не кваліфікувалася                   | не кваліфікувалася                   | не кваліфікувалася                   | не кваліфікувалася                   |                                      |
| 2009                       | не кваліфікувалася         | не кваліфікувалася         | не кваліфікувалася         | не кваліфікувалася         | не кваліфікувалася         | не кваліфікувалася         | не кваліфікувалася         | не кваліфікувалася         | не кваліфікувалася         | не кваліфікувалася | не кваліфікувалася                   | не кваліфікувалася                   | не кваліфікувалася                   | не кваліфікувалася                   | не кваліфікувалася                   | не кваліфікувалася                   | не кваліфікувалася                   | не кваліфікувалася                   |                                      |
| 2011                       | не кваліфікувалася         | не кваліфікувалася         | не кваліфікувалася         | не кваліфікувалася         | не кваліфікувалася         | не кваліфікувалася         | не кваліфікувалася         | не кваліфікувалася         | не кваліфікувалася         | не кваліфікувалася | не кваліфікувалася                   | не кваліфікувалася                   | не кваліфікувалася                   | не кваліфікувалася                   | не кваліфікувалася                   | не кваліфікувалася                   | не кваліфікувалася                   | не кваліфікувалася                   |                                      |
| 2013                       | не кваліфікувалася         | не кваліфікувалася         | не кваліфікувалася         | не кваліфікувалася         | не кваліфікувалася         | не кваліфікувалася         | не кваліфікувалася         | не кваліфікувалася         | не кваліфікувалася         | не кваліфікувалася | не кваліфікувалася                   | не кваліфікувалася                   | не кваліфікувалася                   | не кваліфікувалася                   | не кваліфікувалася                   | не кваліфікувалася                   | не кваліфікувалася                   | не кваліфікувалася                   |                                      |
| 2015                       | не кваліфікувалася         | не кваліфікувалася         | не кваліфікувалася         | не кваліфікувалася         | не кваліфікувалася         | не кваліфікувалася         | не кваліфікувалася         | не кваліфікувалася         | не кваліфікувалася         | не кваліфікувалася | не кваліфікувалася                   | не кваліфікувалася                   | не кваліфікувалася                   | не кваліфікувалася                   | не кваліфікувалася                   | не кваліфікувалася                   | не кваліфікувалася                   | не кваліфікувалася                   |                                      |
| 2017                       | не кваліфікувалася         | не кваліфікувалася         | не кваліфікувалася         | не кваліфікувалася         | не кваліфікувалася         | не кваліфікувалася         | не кваліфікувалася         | не кваліфікувалася         | не кваліфікувалася         | не кваліфікувалася | не кваліфікувалася                   | не кваліфікувалася                   | не кваліфікувалася                   | не кваліфікувалася                   | не кваліфікувалася                   | не кваліфікувалася                   | не кваліфікувалася                   | не кваліфікувалася                   |                                      |
| 2019                       | не кваліфікувалася         | не кваліфікувалася         | не кваліфікувалася         | не кваліфікувалася         | не кваліфікувалася         | не кваліфікувалася         | не кваліфікувалася         | не кваліфікувалася         | не кваліфікувалася         | не кваліфікувалася | не кваліфікувалася                   | не кваліфікувалася                   | не кваліфікувалася                   | не кваліфікувалася                   | не кваліфікувалася                   | не кваліфікувалася                   | не кваліфікувалася                   | не кваліфікувалася                   |                                      |
| 2021                       | не кваліфікувалася         | не кваліфікувалася         | не кваліфікувалася         | не кваліфікувалася         | не кваліфікувалася         | не кваліфікувалася         | не кваліфікувалася         | не кваліфікувалася         | не кваліфікувалася         | не кваліфікувалася | не кваліфікувалася                   | не кваліфікувалася                   | не кваліфікувалася                   | не кваліфікувалася                   | не кваліфікувалася                   | не кваліфікувалася                   | не кваліфікувалася                   | не кваліфікувалася                   |                                      |
| Усього                     | 0/23                       | 0                          | 0                          | 0                          | 0                          | 0                          | 0                          | 0                          | 0                          | 1/23               | 3                                    | 3                                    | 1                                    | 0                                    | 2                                    | 1                                    | 6                                    | −5                                   |                                      |

### Юнацький (U-19) кубок Азії з футболу
| Юнацький (U-19) кубок Азії | Юнацький (U-19) кубок Азії | Юнацький (U-19) кубок Азії | Юнацький (U-19) кубок Азії | Юнацький (U-19) кубок Азії | Юнацький (U-19) кубок Азії | Юнацький (U-19) кубок Азії | Юнацький (U-19) кубок Азії | Юнацький (U-19) кубок Азії | Юнацький (U-19) кубок Азії |                                  | Відбір на Юнацький (U-19) кубок Азії | Відбір на Юнацький (U-19) кубок Азії | Відбір на Юнацький (U-19) кубок Азії | Відбір на Юнацький (U-19) кубок Азії | Відбір на Юнацький (U-19) кубок Азії | Відбір на Юнацький (U-19) кубок Азії | Відбір на Юнацький (U-19) кубок Азії | Відбір на Юнацький (U-19) кубок Азії | Відбір на Юнацький (U-19) кубок Азії |
| Рік                        | Результат                  | О                          | І                          | В                          | Н                          | П                          | Г+                         | Г-                         | РГ                         | Результат                        | О                                    | І                                    | В                                    | Н                                    | П                                    | Г+                                   | Г-                                   | РГ                                   |                                      |
| -------------------------- | -------------------------- | -------------------------- | -------------------------- | -------------------------- | -------------------------- | -------------------------- | -------------------------- | -------------------------- | -------------------------- | -------------------------------- | ------------------------------------ | ------------------------------------ | ------------------------------------ | ------------------------------------ | ------------------------------------ | ------------------------------------ | ------------------------------------ | ------------------------------------ | ------------------------------------ |
| 1959                       | Не була членом ФІФА        | Не була членом ФІФА        | Не була членом ФІФА        | Не була членом ФІФА        | Не була членом ФІФА        | Не була членом ФІФА        | Не була членом ФІФА        | Не була членом ФІФА        | Не була членом ФІФА        | Не була членом ФІФА              | Не була членом ФІФА                  | Не була членом ФІФА                  | Не була членом ФІФА                  | Не була членом ФІФА                  | Не була членом ФІФА                  | Не була членом ФІФА                  | Не була членом ФІФА                  | Не була членом ФІФА                  |                                      |
| 1960                       | Не була членом ФІФА        | Не була членом ФІФА        | Не була членом ФІФА        | Не була членом ФІФА        | Не була членом ФІФА        | Не була членом ФІФА        | Не була членом ФІФА        | Не була членом ФІФА        | Не була членом ФІФА        | Не була членом ФІФА              | Не була членом ФІФА                  | Не була членом ФІФА                  | Не була членом ФІФА                  | Не була членом ФІФА                  | Не була членом ФІФА                  | Не була членом ФІФА                  | Не була членом ФІФА                  | Не була членом ФІФА                  |                                      |
| 1961                       | Не була членом ФІФА        | Не була членом ФІФА        | Не була членом ФІФА        | Не була членом ФІФА        | Не була членом ФІФА        | Не була членом ФІФА        | Не була членом ФІФА        | Не була членом ФІФА        | Не була членом ФІФА        | Не була членом ФІФА              | Не була членом ФІФА                  | Не була членом ФІФА                  | Не була членом ФІФА                  | Не була членом ФІФА                  | Не була членом ФІФА                  | Не була членом ФІФА                  | Не була членом ФІФА                  | Не була членом ФІФА                  |                                      |
| 1962                       | Не була членом ФІФА        | Не була членом ФІФА        | Не була членом ФІФА        | Не була членом ФІФА        | Не була членом ФІФА        | Не була членом ФІФА        | Не була членом ФІФА        | Не була членом ФІФА        | Не була членом ФІФА        | Не була членом ФІФА              | Не була членом ФІФА                  | Не була членом ФІФА                  | Не була членом ФІФА                  | Не була членом ФІФА                  | Не була членом ФІФА                  | Не була членом ФІФА                  | Не була членом ФІФА                  | Не була членом ФІФА                  |                                      |
| 1963                       | Не була членом ФІФА        | Не була членом ФІФА        | Не була членом ФІФА        | Не була членом ФІФА        | Не була членом ФІФА        | Не була членом ФІФА        | Не була членом ФІФА        | Не була членом ФІФА        | Не була членом ФІФА        | Не була членом ФІФА              | Не була членом ФІФА                  | Не була членом ФІФА                  | Не була членом ФІФА                  | Не була членом ФІФА                  | Не була членом ФІФА                  | Не була членом ФІФА                  | Не була членом ФІФА                  | Не була членом ФІФА                  |                                      |
| 1964                       | Не була членом ФІФА        | Не була членом ФІФА        | Не була членом ФІФА        | Не була членом ФІФА        | Не була членом ФІФА        | Не була членом ФІФА        | Не була членом ФІФА        | Не була членом ФІФА        | Не була членом ФІФА        | Не була членом ФІФА              | Не була членом ФІФА                  | Не була членом ФІФА                  | Не була членом ФІФА                  | Не була членом ФІФА                  | Не була членом ФІФА                  | Не була членом ФІФА                  | Не була членом ФІФА                  | Не була членом ФІФА                  |                                      |
| 1965                       | Не була членом ФІФА        | Не була членом ФІФА        | Не була членом ФІФА        | Не була членом ФІФА        | Не була членом ФІФА        | Не була членом ФІФА        | Не була членом ФІФА        | Не була членом ФІФА        | Не була членом ФІФА        | Не була членом ФІФА              | Не була членом ФІФА                  | Не була членом ФІФА                  | Не була членом ФІФА                  | Не була членом ФІФА                  | Не була членом ФІФА                  | Не була членом ФІФА                  | Не була членом ФІФА                  | Не була членом ФІФА                  |                                      |
| 1966                       | Не була членом ФІФА        | Не була членом ФІФА        | Не була членом ФІФА        | Не була членом ФІФА        | Не була членом ФІФА        | Не була членом ФІФА        | Не була членом ФІФА        | Не була членом ФІФА        | Не була членом ФІФА        | Не була членом ФІФА              | Не була членом ФІФА                  | Не була членом ФІФА                  | Не була членом ФІФА                  | Не була членом ФІФА                  | Не була членом ФІФА                  | Не була членом ФІФА                  | Не була членом ФІФА                  | Не була членом ФІФА                  |                                      |
| 1967                       | Не була членом ФІФА        | Не була членом ФІФА        | Не була членом ФІФА        | Не була членом ФІФА        | Не була членом ФІФА        | Не була членом ФІФА        | Не була членом ФІФА        | Не була членом ФІФА        | Не була членом ФІФА        | Не була членом ФІФА              | Не була членом ФІФА                  | Не була членом ФІФА                  | Не була членом ФІФА                  | Не була членом ФІФА                  | Не була членом ФІФА                  | Не була членом ФІФА                  | Не була членом ФІФА                  | Не була членом ФІФА                  |                                      |
| 1968                       | Не була членом ФІФА        | Не була членом ФІФА        | Не була членом ФІФА        | Не була членом ФІФА        | Не була членом ФІФА        | Не була членом ФІФА        | Не була членом ФІФА        | Не була членом ФІФА        | Не була членом ФІФА        | Не була членом ФІФА              | Не була членом ФІФА                  | Не була членом ФІФА                  | Не була членом ФІФА                  | Не була членом ФІФА                  | Не була членом ФІФА                  | Не була членом ФІФА                  | Не була членом ФІФА                  | Не була членом ФІФА                  |                                      |
| 1969                       | Не була членом ФІФА        | Не була членом ФІФА        | Не була членом ФІФА        | Не була членом ФІФА        | Не була членом ФІФА        | Не була членом ФІФА        | Не була членом ФІФА        | Не була членом ФІФА        | Не була членом ФІФА        | Не була членом ФІФА              | Не була членом ФІФА                  | Не була членом ФІФА                  | Не була членом ФІФА                  | Не була членом ФІФА                  | Не була членом ФІФА                  | Не була членом ФІФА                  | Не була членом ФІФА                  | Не була членом ФІФА                  |                                      |
| 1970                       | не брала участь            | не брала участь            | не брала участь            | не брала участь            | не брала участь            | не брала участь            | не брала участь            | не брала участь            | не брала участь            | відбірковий турнір не проводився | відбірковий турнір не проводився     | відбірковий турнір не проводився     | відбірковий турнір не проводився     | відбірковий турнір не проводився     | відбірковий турнір не проводився     | відбірковий турнір не проводився     | відбірковий турнір не проводився     | відбірковий турнір не проводився     |                                      |
| 1971                       | перший раунд               | 0                          | 3                          | 0                          | 0                          | 3                          | 1                          | 8                          | –7                         | відбірковий турнір не проводився | відбірковий турнір не проводився     | відбірковий турнір не проводився     | відбірковий турнір не проводився     | відбірковий турнір не проводився     | відбірковий турнір не проводився     | відбірковий турнір не проводився     | відбірковий турнір не проводився     | відбірковий турнір не проводився     |                                      |
| 1972                       | перший раунд               | 0                          | 3                          | 0                          | 0                          | 3                          | 0                          | 19                         | –19                        | відбірковий турнір не проводився | відбірковий турнір не проводився     | відбірковий турнір не проводився     | відбірковий турнір не проводився     | відбірковий турнір не проводився     | відбірковий турнір не проводився     | відбірковий турнір не проводився     | відбірковий турнір не проводився     | відбірковий турнір не проводився     |                                      |
| 1973                       | не брала участь            | не брала участь            | не брала участь            | не брала участь            | не брала участь            | не брала участь            | не брала участь            | не брала участь            | не брала участь            | відбірковий турнір не проводився | відбірковий турнір не проводився     | відбірковий турнір не проводився     | відбірковий турнір не проводився     | відбірковий турнір не проводився     | відбірковий турнір не проводився     | відбірковий турнір не проводився     | відбірковий турнір не проводився     | відбірковий турнір не проводився     |                                      |
| 1974                       | перший раунд               | 0                          | 3                          | 0                          | 0                          | 3                          | 4                          | 14                         | –10                        | відбірковий турнір не проводився | відбірковий турнір не проводився     | відбірковий турнір не проводився     | відбірковий турнір не проводився     | відбірковий турнір не проводився     | відбірковий турнір не проводився     | відбірковий турнір не проводився     | відбірковий турнір не проводився     | відбірковий турнір не проводився     |                                      |
| 1975                       | не брала участь            | не брала участь            | не брала участь            | не брала участь            | не брала участь            | не брала участь            | не брала участь            | не брала участь            | не брала участь            | відбірковий турнір не проводився | відбірковий турнір не проводився     | відбірковий турнір не проводився     | відбірковий турнір не проводився     | відбірковий турнір не проводився     | відбірковий турнір не проводився     | відбірковий турнір не проводився     | відбірковий турнір не проводився     | відбірковий турнір не проводився     |                                      |
| 1976                       | не брала участь            | не брала участь            | не брала участь            | не брала участь            | не брала участь            | не брала участь            | не брала участь            | не брала участь            | не брала участь            | відбірковий турнір не проводився | відбірковий турнір не проводився     | відбірковий турнір не проводився     | відбірковий турнір не проводився     | відбірковий турнір не проводився     | відбірковий турнір не проводився     | відбірковий турнір не проводився     | відбірковий турнір не проводився     | відбірковий турнір не проводився     |                                      |
| 1977                       | не кваліфікувалася         | не кваліфікувалася         | не кваліфікувалася         | не кваліфікувалася         | не кваліфікувалася         | не кваліфікувалася         | не кваліфікувалася         | не кваліфікувалася         | не кваліфікувалася         | не брала участь                  | не брала участь                      | не брала участь                      | не брала участь                      | не брала участь                      | не брала участь                      | не брала участь                      | не брала участь                      | не брала участь                      |                                      |
| 1978                       | не кваліфікувалася         | не кваліфікувалася         | не кваліфікувалася         | не кваліфікувалася         | не кваліфікувалася         | не кваліфікувалася         | не кваліфікувалася         | не кваліфікувалася         | не кваліфікувалася         | не брала участь                  | не брала участь                      | не брала участь                      | не брала участь                      | не брала участь                      | не брала участь                      | не брала участь                      | не брала участь                      | не брала участь                      |                                      |
| 1980                       | не кваліфікувалася         | не кваліфікувалася         | не кваліфікувалася         | не кваліфікувалася         | не кваліфікувалася         | не кваліфікувалася         | не кваліфікувалася         | не кваліфікувалася         | не кваліфікувалася         | Група 1 (5-е)                    | 0                                    | 4                                    | 0                                    | 0                                    | 4                                    | 2                                    | 17                                   | –15                                  |                                      |
| 1982                       | не кваліфікувалася         | не кваліфікувалася         | не кваліфікувалася         | не кваліфікувалася         | не кваліфікувалася         | не кваліфікувалася         | не кваліфікувалася         | не кваліфікувалася         | не кваліфікувалася         | 2 раунд, Група A (3-є)           | 0                                    | 2                                    | 0                                    | 0                                    | 2                                    | 0                                    | 11                                   | –11                                  |                                      |
| 1985                       | не кваліфікувалася         | не кваліфікувалася         | не кваліфікувалася         | не кваліфікувалася         | не кваліфікувалася         | не кваліфікувалася         | не кваліфікувалася         | не кваліфікувалася         | не кваліфікувалася         | не брала участь                  | не брала участь                      | не брала участь                      | не брала участь                      | не брала участь                      | не брала участь                      | не брала участь                      | не брала участь                      | не брала участь                      |                                      |
| 1986                       | не кваліфікувалася         | не кваліфікувалася         | не кваліфікувалася         | не кваліфікувалася         | не кваліфікувалася         | не кваліфікувалася         | не кваліфікувалася         | не кваліфікувалася         | не кваліфікувалася         | Група 5 (2-е)                    | 1                                    | 2                                    | 0                                    | 2                                    | 0                                    | 2                                    | 0                                    | +2                                   |                                      |
| 1988                       | не кваліфікувалася         | не кваліфікувалася         | не кваліфікувалася         | не кваліфікувалася         | не кваліфікувалася         | не кваліфікувалася         | не кваліфікувалася         | не кваліфікувалася         | не кваліфікувалася         | не брала участь                  | не брала участь                      | не брала участь                      | не брала участь                      | не брала участь                      | не брала участь                      | не брала участь                      | не брала участь                      | не брала участь                      |                                      |
| 1990                       | не кваліфікувалася         | не кваліфікувалася         | не кваліфікувалася         | не кваліфікувалася         | не кваліфікувалася         | не кваліфікувалася         | не кваліфікувалася         | не кваліфікувалася         | не кваліфікувалася         | Група 4 (2-е)                    | 4                                    | 3                                    | 1                                    | 2                                    | 0                                    | 1                                    | 0                                    | +1                                   |                                      |
| 1992                       | не кваліфікувалася         | не кваліфікувалася         | не кваліфікувалася         | не кваліфікувалася         | не кваліфікувалася         | не кваліфікувалася         | не кваліфікувалася         | не кваліфікувалася         | не кваліфікувалася         | Група 3 (3-є)                    | 4                                    | 4                                    | 1                                    | 2                                    | 1                                    | 4                                    | 4                                    | +0                                   |                                      |
| 1994                       | не кваліфікувалася         | не кваліфікувалася         | не кваліфікувалася         | не кваліфікувалася         | не кваліфікувалася         | не кваліфікувалася         | не кваліфікувалася         | не кваліфікувалася         | не кваліфікувалася         | невідомо                         | невідомо                             | невідомо                             | невідомо                             | невідомо                             | невідомо                             | невідомо                             | невідомо                             | невідомо                             |                                      |
| 1996                       | не кваліфікувалася         | не кваліфікувалася         | не кваліфікувалася         | не кваліфікувалася         | не кваліфікувалася         | не кваліфікувалася         | не кваліфікувалася         | не кваліфікувалася         | не кваліфікувалася         | Група 7 (3-є)                    | 4                                    | 4                                    | 1                                    | 2                                    | 1                                    | 4                                    | 4                                    | +0                                   |                                      |
| 1998                       | не кваліфікувалася         | не кваліфікувалася         | не кваліфікувалася         | не кваліфікувалася         | не кваліфікувалася         | не кваліфікувалася         | не кваліфікувалася         | не кваліфікувалася         | не кваліфікувалася         | Група 4 (5-е)                    | 0                                    | 4                                    | 0                                    | 0                                    | 4                                    | 0                                    | 22                                   | –22                                  |                                      |
| 2000                       | не кваліфікувалася         | не кваліфікувалася         | не кваліфікувалася         | не кваліфікувалася         | не кваліфікувалася         | не кваліфікувалася         | не кваліфікувалася         | не кваліфікувалася         | не кваліфікувалася         | Група 4 (4-е)                    | 1                                    | 3                                    | 0                                    | 1                                    | 2                                    | 0                                    | 9                                    | –9                                   |                                      |
| 2002                       | не кваліфікувалася         | не кваліфікувалася         | не кваліфікувалася         | не кваліфікувалася         | не кваліфікувалася         | не кваліфікувалася         | не кваліфікувалася         | не кваліфікувалася         | не кваліфікувалася         | Група 6 (3-є)                    | 0                                    | 2                                    | 0                                    | 0                                    | 2                                    | 0                                    | 13                                   | –13                                  |                                      |
| 2004                       | перший раунд               | 3                          | 3                          | 1                          | 0                          | 2                          | 1                          | 6                          | –5                         | Група 5 (1-е)                    | 3                                    | 2                                    | 1                                    | 1                                    | 0                                    | 4                                    | 1                                    | +4                                   |                                      |
| 2006                       | не кваліфікувалася         | не кваліфікувалася         | не кваліфікувалася         | не кваліфікувалася         | не кваліфікувалася         | не кваліфікувалася         | не кваліфікувалася         | не кваліфікувалася         | не кваліфікувалася         | Група 6 (2-е)                    | –                                    | –                                    | –                                    | –                                    | –                                    | –                                    | –                                    | –                                    |                                      |
| 2008                       | не кваліфікувалася         | не кваліфікувалася         | не кваліфікувалася         | не кваліфікувалася         | не кваліфікувалася         | не кваліфікувалася         | не кваліфікувалася         | не кваліфікувалася         | не кваліфікувалася         | Група D (4-е)                    | –                                    | –                                    | –                                    | –                                    | –                                    | –                                    | –                                    | –                                    |                                      |
| 2010                       | не кваліфікувалася         | не кваліфікувалася         | не кваліфікувалася         | не кваліфікувалася         | не кваліфікувалася         | не кваліфікувалася         | не кваліфікувалася         | не кваліфікувалася         | не кваліфікувалася         | Група A (5-е)                    | –                                    | –                                    | –                                    | –                                    | –                                    | –                                    | –                                    | –                                    |                                      |
| 2012                       | не кваліфікувалася         | не кваліфікувалася         | не кваліфікувалася         | не кваліфікувалася         | не кваліфікувалася         | не кваліфікувалася         | не кваліфікувалася         | не кваліфікувалася         | не кваліфікувалася         | не брала участь                  | не брала участь                      | не брала участь                      | не брала участь                      | не брала участь                      | не брала участь                      | не брала участь                      | не брала участь                      | не брала участь                      |                                      |
| 2014                       | не кваліфікувалася         | не кваліфікувалася         | не кваліфікувалася         | не кваліфікувалася         | не кваліфікувалася         | не кваліфікувалася         | не кваліфікувалася         | не кваліфікувалася         | не кваліфікувалася         | Група A (5-е)                    | –                                    | –                                    | –                                    | –                                    | –                                    | –                                    | –                                    | –                                    |                                      |
| 2016                       | не кваліфікувалася         | не кваліфікувалася         | не кваліфікувалася         | не кваліфікувалася         | не кваліфікувалася         | не кваліфікувалася         | не кваліфікувалася         | не кваліфікувалася         | не кваліфікувалася         | Група D (4-е)                    | 1                                    | 3                                    | 0                                    | 1                                    | 2                                    | 1                                    | 13                                   | –13                                  |                                      |
| Усього                     | 4/39                       | 3                          | 12                         | 1                          | 0                          | 11                         | 6                          | 47                         | –41                        | -                                | –                                    | –                                    | –                                    | –                                    | –                                    | –                                    | –                                    | –                                    |                                      |

### Юнацький (U-18) кубок Південної Азії з футболу
| Господар / Рік | Результат     | О  | І  | В | Н* | П | Г+ | Г- | РГ |
| -------------- | ------------- | -- | -- | - | -- | - | -- | -- | -- |
| 2015           | переможець    | 10 | 4  | 3 | 1  | 0 | 9  | 5  | +4 |
| 2017           | переможець    | 9  | 4  | 3 | 0  | 1 | 6  | 2  | +4 |
| 2019           | груповий етап | 1  | 2  | 0 | 1  | 1 | 1  | 4  | -3 |
| Усього         | 2/2           | 20 | 10 | 6 | 2  | 2 | 16 | 11 | +5 |